# Hoplitis torchioi
Hoplitis torchioi là một loài Hymenoptera trong họ Megachilidae. Loài này được Parker mô tả khoa học năm 1979.